# Arheološki muzej Volosa
Arheološki muzej v Volosu, znan tudi kot Arheološki muzej v Volosu Athanasakeion, je muzej v Volosu v Grčiji, ki hrani številne izvrstne najdbe iz začetka 20. stoletja in sodobnih arheoloških izkopavanj v Tesaliji. Razstavljeni eksponati vključujejo nakit, gospodinjske pripomočke in kmetijska orodja, ki izvirajo iz neolitskih naselbin Dimini in Sesklo, pa tudi glinene kipce in najrazličnejše predmete iz geometričnega obdobja, časa velikih junaških dogodkov, kot je Argonavtska odprava in trojanska vojna. Tu so tudi kipi in neobičajni kipci iz klasične dobe, redke stele z reliefom iz helenističnega obdobja, kjer so barve dobro ohranjene, pa tudi reliefi iz zgodnjekrščanskega in bizantinskega obdobja. Drugi fascinantni eksponati vključujejo grobnice, ki so bile v celoti prepeljane z arheoloških najdišč, kjer so bile odkrite, skupaj s človeškim okostjem in darili okoli njega. Tik pred muzejem je nekaj zanimivih rekonstrukcij neolitskih hiš v Diminiju in Sesklu.

## Razstave
Nagrobni pisani stebri Dimitriade, nagrobni reliefi iz helenističnega obdobja, ki imajo močne barvne sledi, izdelki iz izkopavanj A.S. Arvanitopoulos, je postala prva muzejska zbirka v muzeju.
Stebri so bili osrednja tema ponovne razstave D. P. Theoharisa leta 1961, skupaj z najdbami iz mikenskih najdišč ter najdbami iz klasičnega in helenističnega obdobja. Izhajajoč iz drugačnega konteksta, ki je poudarjal izobraževalno vlogo muzejske zbirke, je G. Hourmouziadis odstranil steklene plošče vitrin, da bi ustvaril neposreden odnos med gledalcem in eksponatom, hkrati pa je oblikoval zbirke najdb po njihova družbena vrednost.
Po nastanku novih stavbnih objektov in ponovni razstavi leta 2004 muzej hrani arheološke najdbe iz prefekture Magnezije, od obdobja paleolitika do rimskih časov, hkrati pa potekajo občasne razstave z novimi najdbami iz izkopavanj ali pokloni pomembne osebnosti Tesalije.
Ustanovitev brezčasnega muzeja Larisa leta 2015 na hribu Mezourlo v Larisi je dopolnila predstavitvene prostore arheoloških najdb Tesalije kot njenega osrednjega arheološkega muzeja in hkrati enega izmed desetih največjih v državi.
- Razstava neolitskih predmetov Arheološkega muzeja Volos
- Pogled na nagrobno dvorano
- Pogled na "Dvorano Theochari" v novem delu muzeja
- Ženske in moške glinene figurice. Tesalija. Obdobje zgodnjega in srednjega neolitika 6500 – 5300 pr. n. št.